# 佛祖通載
佛祖歷代通載，又稱佛祖通載，凡二十二卷。元代念常撰，成書於至正元年（1341年），為編年體佛教史料。收入《大正藏》第四十九冊。
《佛祖歷代通載》卷一为“七佛偈”，卷二以後開始为编年體，从盤古氏、天皇氏、地皇氏、人皇氏叙起，終止於元统元年（1333年），內容自卷四下有不少是抄襲、改写，或删节《隆兴编年通论》一書，並增补了佛教、道教、政事方面的史料。另外《隆兴编年通论》以帝王年号纪年，《佛祖历代通载》則改用天干地支纪年，时有差错。《佛祖历代通载》自卷十八以後則是念常自撰。本書又大量抄襲《鸣道集》、《辨伪录》、《弘教集》等篇章。《四库全书》收入“释家类”。